# Bombardiere (grado militare)

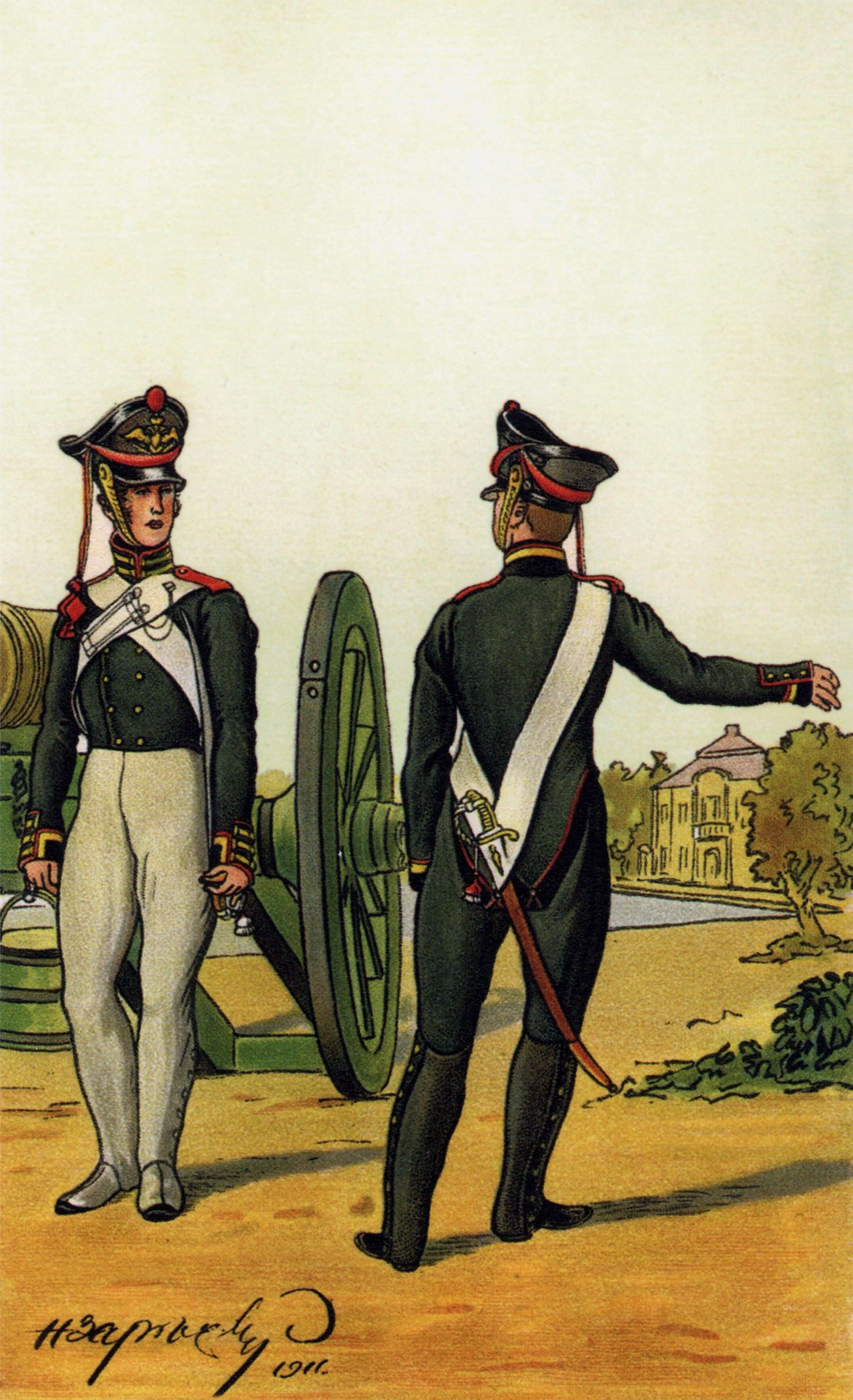
Bombardiere

In origine il bombardiere era colui che si occupava di un mortaio in una batteria. In alcuni eserciti indica tuttora un graduato di truppa d'artiglieria, di grado corrispondente a quello di caporale. Il compito principale del bombardiere era generalmente il puntamento del cannone.

## Austria
In Austria, nella seconda metà del XIX secolo esisteva un corpo di bombardieri che fungeva da scuola di addestramento per sottufficiali d'artiglieria; si trattava di un'istituzione che ha molto contribuito al modo efficace e scientifico di attendere ai cannoni, attività nella quale quel ramo dell'esercito austriaco si è notevolmente distinto.

## Italia
Tra gli stati italiani, la Repubblica di Lucca ebbe una Scuola dei Bombardieri, ovvero una corporazione che riuniva gli artiglieri e che aveva anche il compito di istruire, in una scuola militare di artiglieria vera e propria, chi volesse servire ai pezzi posti sulle Mura della città. Questa scuola ebbe sede sopra l'arco dell'Annunziata detto anche Porta di San Gervasio e Protasio. Nella Repubblica di Venezia esisteva una Scuola dei Bombardieri sotto l'invocazione di Santa Barbara, intendendosi il nome scuola, alla maniera veneziana, come confraternita laica che riuniva appunto gli artiglieri. La Scuola aveva sede a Santa Maria Formosa.
Durante la prima guerra mondiale, il Regio Esercito italiano schierò il Corpo dei Bombardieri, specializzato nell'impiego di bombarde e mortai da trincea.

## Impero russo
Nell'Impero russo Bombardir (russo: Бомбардир) era un grado dell'artiglieria dell'Esercito Imperiale omologo all'Efrejtor della fanteria. Il grado si articolava su due livelli:
- Bombardir (russo: Бомбардир)
- Bombardir-navodčik (cirillico: Бомбардир-наводчик; letteralmente: Bombardiere-mitragliere)

Il grado immediatamente inferiore era cannoniere (russo: Канонир; traslitterato: Kanonir), mentre il grado superiore era Mladšij fejerverker (russo: Младший фейерверкер).